# کلسیم مس تیتانات
کلسیم مس تیتانات (به انگلیسی: Calcium copper titanate) با فرمول شیمیایی CaCu3Ti4O12 (به اختصار CCTO) یک ترکیب شیمیایی با دی الکتریک بالا ( تقریباً ۱۰۰۰۰۰ برای تک کریستال و ۱۰۰۰۰ برای مواد فله در دمای اتاق)است،که جرم مولی آن ۶۱۴٫۱۷۸۹g/mol می‌باشد. شکل ظاهری این ترکیب، جامد قهوه‌ای است.
کلسیم مس تیتانات برای تعدادی از وسایل معتبر و مشهور مانند تشدیدکننده، خازن و حسگر استفاده می‌شود. این وسیله‌ها ازخصوصیات منحصربه فرد ساختاری CCTO استفاده می‌کنند.

## تاریخچه
کلسیم مس تیتانات اولین بار در سال ۱۹۶۷ توسط آلفرد دشانورس(Alfred Deschanvers) و همکارانش ساخته‌شد. درحالی که ویژگی‌های ساختاریCCTO شناخته شده‌بودند، هیچ‌یک از ویژگی‌های فیزیکی آن اندازه‌گیری نشده‌بودند تااینکه درسال ۲۰۰۰، Mas Subramanian و همكارانش در تحقیق و توسعه در مرکز DuPont كشف‌كردند كه CCTO درمقایسه باSrTiO3 که ثابت دی‌الکتریک آن در دمای اتاق ۳۰۰ است ، ثابت دی‌الكتریكی بیشتر از۱۰۰۰۰ نشان می دهد.از آن‌زمان، CCTO کاربرد گسترده‌ای در برنامه‌های خازنی پیدا کرده‌است.

## ساختار
ساختار CaCu3Ti4O12 پروسکایت مکعبی است. بیشتر ترکیباتی که این ساختار بلوری را تشکیل می‌دهند، در شرایط فشار بالا ساخته می‌شوند. CCTOخالص به راحتی با استفاده از روش‌های استاندارد ازطریق مخلوط پیش‌سازهای کربنات و اکسید فلزات(کلسیم، تیتانیوم، مس) در دمای بین ۱۰۰۰ تا ۱۲۰۰ درجه سانتی‌گراد، سنتز می‌شود.
4TiO2+CaCO3+3CuO → CaCu3Ti4O12 + CO2
از روش‌های مختلف سنتز برای سنتز CCTO استفاده شده‌است: روش حالت‌جامد ، روش شیمی‌مرطوب در دمای اتاق و فشار طبیعی (سل ‐ ژل و رسوب)، روش هیدروترمال (تحت فشار بالا) ، مایکروویو و روشهای احتراق خودکار.
مشاهده شده‌است که خواص دی‌الکتریک CCTO بسیار به روش سنتز بستگی دارد. بهترین خصوصیات دی‌الکتریک توسط سرامیک تهیه‌شده از طریق روش حالت‌جامد است.

## سنتز کلسیم مس کربنات خالص با روش حالت‌جامد

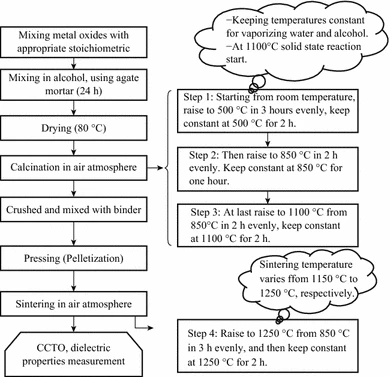
فلوچارت سنتز CCTO خالص باروش حالت جامد

در ابتدا اکسید فلزات(TiO2 , CaCO3 , CuO)با نسبت استوکیومتری مناسب مخلوط می‌شوند و سپس با الکل مخلوط می‌شوند. مخلوط در دمای °۸۰ سانتی‌گراد خشک‌شده و در خلاء تسویه می‌شود. در ادامه بازهم در همزن خرد و مخلوط می‌شوند و سپس مواد فشرده می‌شوند. دمای مواد فشرده شده از°۸۵۰ سانتی‌گراد به‌تدریج در مدت سه ساعت به °۱۲۵۰ سانتی‌گراد می‌رسد و مواد به‌مدت دو ساعت درهمین دما نگه‌داشته می‌شوند تا پخته‌شوند. پس‌از پخته‌شدن در خلاء، خواص دی‌الکتریکی CCTO اندازه‌گیری می‌شوند.
هنگام تسویۀ مخلوط در خلاء مراحل زیر انجام می‌شوند.
1. افزایش دما تا °۵۰۰ سانتی‌گراد و نگه‌داشتن این دما به‌مدت دو ساعت .(نگه‌داشتن دما برای تبخیرشدن آب و الکل است.)
2. افزایش دما تا °۸۵۰ سانتی‌گراد به‌صورت تدریجی در دو ساعت و نگه‌داشتن این دما به‌مدت یک ساعت.
3. در نهایت، افزایش دما تا °۱۱۰۰ سانتی‌گراد به‌صورت تدریجی در دو ساعت (شروع واکنش در حالت جامد)و نگه‌داشتن این دما به‌مدت دو ساعت.

## سنتز باروش شیمی‌مرطوب
تیتانیوم IV ایزوپروپوکسید را توسط همزن مغناطیسی با استیل استون مخلوط کرده سپس اسیدسیتریک محلول در آب دی‌یونیزه به آن افزوده می‌شود و به مدت نیم‌ساعت هم‌زده می‌شود .محلول نیترات فلز در 20 میلی‌لیتر آب دی‌یونیزه تحت هم‌زدن مداوم اضافه می‌شود سپس چند قطره آمونیوم هیدروکسید (NH4OH) به آن افزوده می‌شود این مواد توسط همزن مغناطیسی در دمای°80 سانتی‌گراد مخلوط و خشک می‌شوند و بعداز آن به مدت 15 دقیقه در دمای°450 سانتی‌گراد تسویه می‌شود. سپس سنگ‌زنی شده و دربرابر فشار قرارمی‌گیرد. در مرحله آخر به مدت 2 ساعت در دمای °800 سانتی‌گراد پخته می‌شود و خصوصیات دی‌الکتریکCCTO  اندازه‌گیری می‌شود.

## کاربردها
از CCTO به‌خاطر شکاف باند بالا، پایداری در دمای بالا، ماهیت نیمه‌هادی نوع n، گذردهی بالا و ساختار پروسکایت مکعبی در الکترونیک، میکروالکترونیک، ذخیره انرژی و خازن نوع‌دو (ابرخازن) استفاده‌می‌شود.
- ابرخازن

درگذشتۀ اخیر، تلاش‌ها‌ی زیادی منجربه ایجاد دستگاه‌هایی با ذخیره انرژی زیاد شده‌است؛ خازن‌هایی که به‌عنوان 'ابرخازن' طبقه‌بندی شده‌اند.
مفهوم ابرخازن برای سال‌ها وجود داشته‌است اما در سال‌های اخیر به دلیل پیشرفت در طراحی‌های جدید، مواد دی‌الکتریک مختلف مانند خازن‌های الکترولیتی و از همه مهم تر کشف سرامیک جدید(CDC) با ثابت دی‌الکتریک نسبی زیاد( بیش از ۵۰۰۰۰ در دمای اتاق) تجدید حیات را تجربه کرده‌است.
ابرخازن با توجه به مزایای زیاد در تراکم انرژی از خازن‌های دیگر متفاوت است چون در ابرخازن انرژی ذخیره‌ای با استفاده از باراستاتیکی ذخیره می‌شود و نه با فرایند الکتروشیمیایی.
- CDC

برای اولین بار در سال ۲۰۰۰ گزارش‌ شد که در کلسیم مس تیتانیات CDC وجود دارد. از آن زمان CCTO در سراسر جهان برای استفاده در دستگاه‌های خازنی کوچک و سیستم‌های ذخیره انرژی در مقیاس بزرگ تا میکروالکترونیک پیشرفته، مورد توجه قرار گرفته‌است.
تولیدCDC

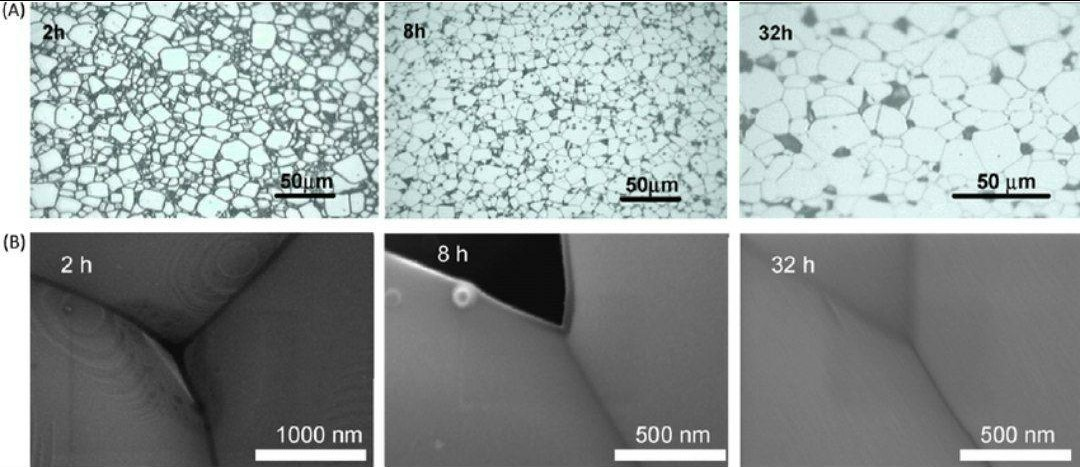
عکس اشعه ایکس (X-Ray)از تفاوت نمونه‌های سرامیک CCTO هنگام پخته‌شدن برای زمان‌های متفاوت

مراحل استاندارد برای تولید نمونه‌های سرامیکی CCTO، با استفاده از قالب فولاد ضدزنگ به‌شکل استوانه‌هایی با قطر تقریبی 13 میلی‌متر و ارتفاع 3-4 میلی‌متر انجام می‌شود. این استوانه‌ها مخلوطی از پودرهای  CaTiO3، CuO  و TiO2  با درجه خلوص بالا در نسبت وزن متناسب هستند. استوانه‌ها با استفاده از آسیاب گلوله‌ای با سرعت بالا به ذرات ریز، با اندازه‌های متغیر بین ۱۰۰ تا ۱۵۰ نانومتر آسیاب میشوند. این مخلوط پس‌از تایید CCTOبودن توسط آزمایش‌های اشعه ایکس متفاوت به گلوله‌های سرامیکی تبدیل می‌شود.
برای تعیین شرایط مطلوب برای تولید مجدد سرامیک با کیفیت بالا، پارامترهایی مانند حداکثر فشار وارد شده، دمای قالب، زمان نگهداری فشار و... مورد بررسی قرار میگیرند. پس از فشار نهایی، گلوله ها با دقت از ظرف ضد زنگ جدا شده و به یک کوره به دمای ۱۰۵۰-۱۱۵۰ سانتی گراد به مدت ۶ تا ۱۱ ساعت برای پخت منتقل میشوند تا گلوله های سرامیکی براق حاصل میشود.

- کاربردهای فوتوکاتالیستی

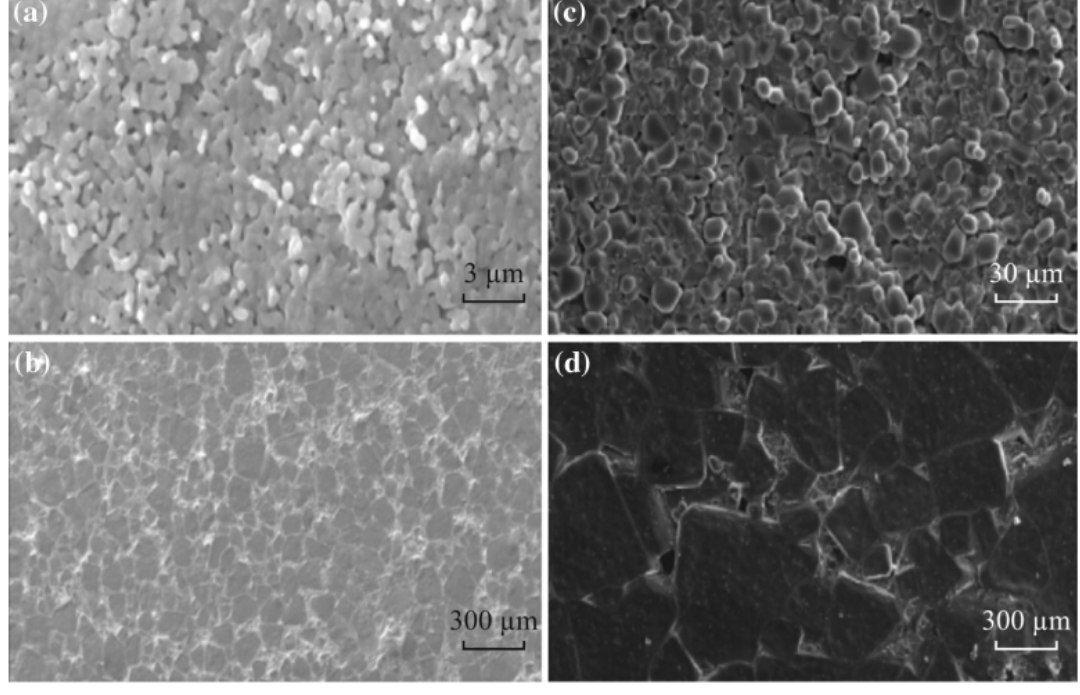
عکس از ساختار میکروسکوپی پخته‌شدن سرامیک CCTO که برای سه ساعت در دمای °۹۰۰ سانتی‌گراد (شکل a)، در دمای °۱۰۶۰سانتی‌گراد (شکل b)، در دمای ۱۱۰۰ برای سه ساعت(شکلc) و برای ۲۴ ساعت(شکلd).

توسعه صنعتي و رشد سريع جمعيت، دانش را مجبور كرد تا با استفاده از انرژی تجديدپذير مانند نورمرئي، "راه‌حل‌هاي‌سبز" برای حل مشكل آلودگي پيدا كند. واکنش تجزیه آلاینده‌ها و زباله‌های دارویی فقط در اثر اشعه ماورابنفش رخ می‌دهد.
به دلیل ساختار برجستۀ CCTO که در آن هر دو اتم Ca+2و Cu+2 با شعاع یونی متفاوت در یک جای یکسان قرار دارند، CCTO می تواند در کاربردهای فوتوکاتالیستی و به ویژه در نور مرئی نیز استفاده شود. TiO2 به عنوان یک ]]فتوکاتالیست[[ نور UV اعلام می شود. پروسکایت CCTO واکنش فوتوکاتالیستی خوبی در برابر آلاینده‌های آب و ضایعات دارویی نشان می‌دهد. CCTO با استفاده از روش اگزالات (oxalate route) برای تجزیه زباله‌های دارویی اریتروسین (رنگ) ، سیپروفلوکساسین (آنتی بیوتیک) و استریول (استروئید) و با روش جامد برای تجزیه آلاینده‌های آب، مانند 4‐کلروفنول تهیه شد.
- علاوه‌بر این موارد CCTO یک ترکیب ضدفرومغناطیسی است که از آن کامپوزیت‌هایی با خاصیت مغناطیسی درست می‌کنند که در آنتن‌ها ، GPS و سایر برنامه‌ها استفاده می‌شود.

## خلاصه
تحقیقات اخیر بر روی مواد با دی‌الکتریک زیاد به ویژه سرامیک‌ها، برای ذخیرۀانرژی و کاربردهای محیطی متمرکز است. سرامیک‌های با خاصیت دی‌الکتریک ویژه، به دلیل ذخیره و تخلیه سریع شارژ در مقایسه با باتری، بسیار مورد تقاضا هستند.CCTO  یک سرامیک است که در سال 2000 پیدا شده‌است که در طیف‌وسیعی از فرکانس‌ها و دما پایدار است. منشا ثابت‌ دی‌الکتریک بالا در سرامیک‌های CCTO کاملاً مشخص نیست. با طیف‌سنجی امپدانس (impedance spectroscopy) مشخص شد که سرامیک‌های CCTO ناهمگن هستند.
به دلیل ساختار خاص آن ، چندین مطالعه بر روی عملکرد فوتوکاتالیستی CCTO و به ویژه در محدوده نور مرئی برای مسائل محیطی متمرکز شده اندCCTO.  خالص عملکرد فوتوکاتالیستی مهمی را در حضور آلاینده های دارویی و آب در نور مرئی نشان داد. 
علیرغم خصوصیات عظیم دی‌الکتریک و طبق اطلاعات ما، از CCTO در کاربردهای صنعتی استفاده نمی شود. به منظور ورود دستگاه‌های مبتنی بر CCTO به بازار، باید تحقیقات بیشتری انجام شود تا خصوصیات آن‌ها برای طیف وسیعی از برنامه‌ها مانند خازن، واریستور، دستگاه‌های GPS و آنتن‌ها و همچنین، مواد فوتوالکتروکاتالیستی تنظیم شود که می تواند آلایندههای دارویی و رنگی را تخریب کند.